# Хабард (Орегон)
Хабард (енгл. Hubbard) град је у америчкој савезној држави Орегон.

## Демографија
По попису из 2010. године број становника је 3.173, што је 690 (27,8%) становника више него 2000. године.
| Група             | 2000.         | 2010.         |
| Белци             | 1.576 (63,5%) | 1.878 (59,2%) |
| Афроамериканци    | 8 (0,3%)      | 16 (0,5%)     |
| Азијати           | 12 (0,5%)     | 29 (0,9%)     |
| Хиспаноамериканци | 811 (32,7%)   | 1.153 (36,3%) |
| Укупно            | 2.483         | 3.173         |